# Présidence finlandaise du Conseil de l'Union européenne en 2019
Présidence roumaine du Conseil de l'Union européenne en 2019 Présidence croate du Conseil de l'Union européenne en 2020
La présidence finlandaise du Conseil de l'Union européenne en 2019 est la troisième présidence du Conseil de l'Union européenne assurée par la Finlande après celle de 1999 et celle de 2006.
Avec la présidence roumaine du Conseil de l’Union européenne, qui a commencé le 1er janvier 2019, et la présidence croate, qui commence le 1er janvier 2020, elle forme un « trio de présidences » au programme commun,. Ce programme porte notamment sur le « renforcement de la cohésion économique, sociale et territoriale » et le programme de développement durable à l'horizon 2030,. La Finlande a également élaboré un programme national, publié en juin 2019,.

## Contexte électoral
L'organisation de la présidence est soumise au calendrier électoral, tant finlandais qu'européen. Les élections législatives ont en effet lieu le 14 avril, soit moins de 3 mois avant le début de la présidence. En outre, les élections européennes de mai 2019 ont également eu lieu un peu plus d'un mois avant le début de la présidence finlandaise.
Le 8 mars 2019, le Premier ministre, Juha Sipilä démissionne, ainsi que son gouvernement. Le président, Sauli Niinistö, lui demande cependant d'assurer l'intérim jusqu'à la formation du nouveau gouvernement, ce qu'il accepte.
Le 14 avril 2019, le Parti social-démocrate arrive en tête des élections. C'est donc son président, Antti Rinne, qui est chargé de former un nouveau gouvernement. Ce gouvernement tombe toutefois début décembre 2019, et, à compter du 10 décembre 2019, le gouvernement de Sanna Marin prend le relai.

## Budget et organisation
Fin avril, le gouvernement finlandais annonce que 6 réunions informelles du Conseil sont prévues à Helsinki (compétitivité, environnement, justice et affaires intérieures, affaires étrangères (y compris une réunion informelle des ministres de la défense), affaires économiques et financières, agriculture), ainsi qu'environ une centaine de réunions d'experts et de groupes de travail. Toutes les réunions devraient avoir lieu dans le Palais Finlandia. Le 10 mai, Antti Rinne annonce cependant qu'il « regrette » la décision de n'avoir de réunions qu'à Helsinki et qu'il pourrait envisager de modifier cette position. 
Le bureau du Premier ministre et la représentation permanente de la Finlande auprès de l'UE sont chargés de l'organisation de cette présidence, dont le budget est évalué à 70 millions d'euros. Fin avril, le gouvernement annonce avoir passé un accord avec le constructeur automobile BMW pour la fourniture des voitures utilisées par les délégations.
Le site internet de la présidence a été inauguré le 22 mai 2019. Il est disponible en 5 langues (anglais, finnois, suédois, allemand, français).
Un événement inaugural a été organisé le 8 juillet à Helsinki en parallèle de la Fête de l'été et de la Coupe de football d'Helsinki.

## Programme
La présidence finlandaise du Conseil de l'UE a défini dans son programme quatre priorités :
- renforcer les valeurs communes et de l'État de droit
- rendre l'Union plus compétitive et socialement plus inclusive
- consolider la position de l'UE comme le leader mondial en matière de climat
- garantir la sécurité globale de tous[6]

Le programme de la présidence énonce également un certain nombre de principes importants, comme la transparence des institutions européennes, la participation des citoyens ou la lutte contre les "menaces hybrides".

## Slogan
La présidence a choisi comme slogan « Europe durable – Avenir durable », pour symboliser son engagement dans la lutte contre les changements climatiques.

## Identité visuelle
L'identité visuelle de la présidence finlandaise reprend celle de la présidence finlandaise du Conseil de l'UE en 2006. Elle est constituée d'un emblème et d'un logo. L'emblème représente « la croissance, la cohésion et la transparence » et il est parfois animé, par exemple sur la page d'accueil du site officiel de la présidence. Il utilise généralement une large palette de bleus et de verts. Le logo « symbolise [la] volonté [de la présidence] de faire avancer les choses logiquement et durablement ». Il est écrit en Azo sans. C'est le designer finlandais Timo Kuoppala qui a créé cette identité visuelle, tout comme il avait créé celle de 2006,.